# Barilović
Barilović és un municipi de Croàcia situat al comtat de Karlovac. Es troba a 68 km de Zagreb. Hi pertany el poble de Perjasica.

## Demografia
Segons el cens de 2021, la seva població era de 2.673 habitants i 295 vivien a la ciutat pròpiament dita.
L'any 2011 hi havia un total de 2.990 habitants al municipi, el 87,29% dels quals eren d'ètnia croata i l'11,84% d'ètnia sèrbia. El poble en si estava habitat per 300 persones.
El cens de 2001 va registrar el nom del municipi com Barilovići.